# Rehluch

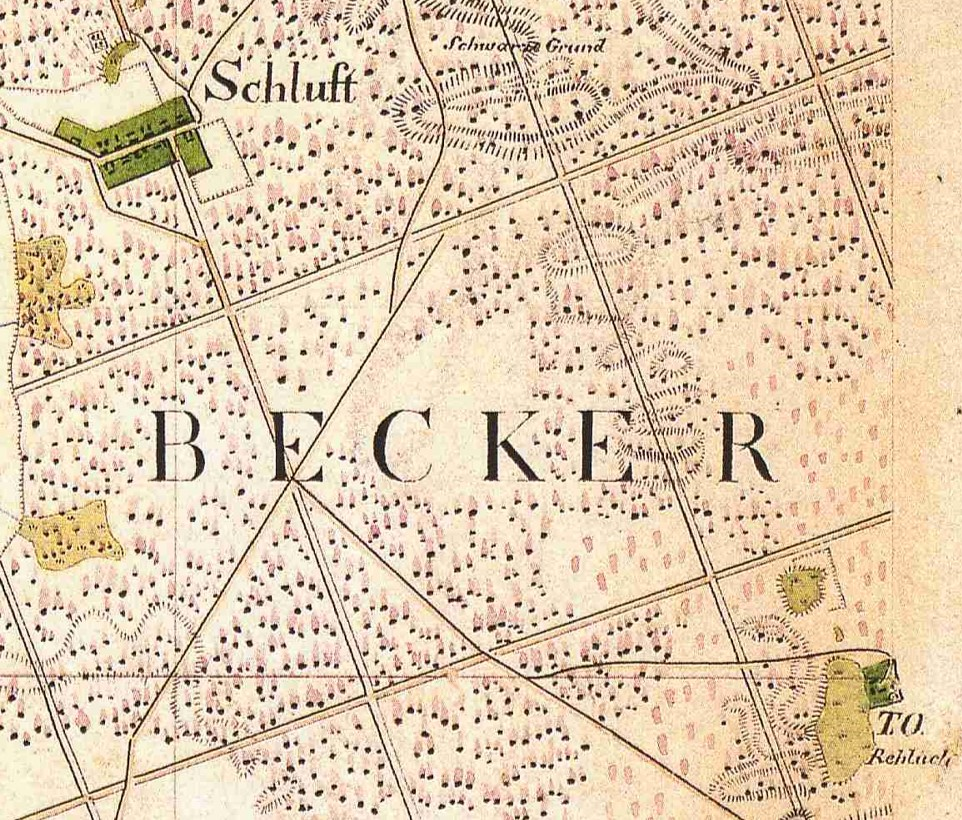
Ortsteil Schluft und Wohnplatz Rehluch in der Gemeinde Schorfheide, Lkr. Barnim, Brandenburg, Ausschnitt aus dem Urmesstischblatt 3046 Zehdenick von 1825

Rehluch ist ein Wohnplatz im Ortsteil Groß Schönebeck der Gemeinde Schorfheide im Landkreis Barnim, Brandenburg, Deutschland. Der Ort wurde vor 1740 als Teerofensiedlung begründet. 1834 wurden die Gebäude vom Forstfiskus gekauft und in eine Försterei umgewandelt. Der Name Rehluch wanderte dann wahrscheinlich erst nach dem Zweiten Weltkrieg zu einem neu angelegten Wohnplatz näher an Groß Schönebeck. Der ursprüngliche Wohnplatz ist heute namenlos.

## Lage
Der heutige Wohnplatz Rehluch liegt 2,3 km nordwestlich des Ortskerns von Groß Schönebeck. Die äußerste nordwestliche Bebauung des Wohnplatzes Döllner Siedlung ist nur ca. 300 Meter entfernt. Er liegt auf 59 m ü. NHN. Dieser heute in der topographischen Karte 1:25.000 bezeichnete Wohnplatz ist jedoch nicht der ursprünglich so bezeichnete Teerofen bzw. anschließend das so genannte Forsthaus Rehluch. Der ursprüngliche Wohnplatz Rehluch ist in der topographischen Karte ohne Bezeichnung und hat den Straßennamen Schluffter Straße 22a und 22b. Er liegt etwa 3,5 km nordwestlich des Ortskerns von Groß Schönebeck und 2,3 km südöstlich von Schluft. Er liegt auf 57 m ü. NHN. Beide Wohnplätze liegen völlig von Wald umgeben und sind jeweils von Groß Schönebeck über Fahrstraßen zu erreichen.

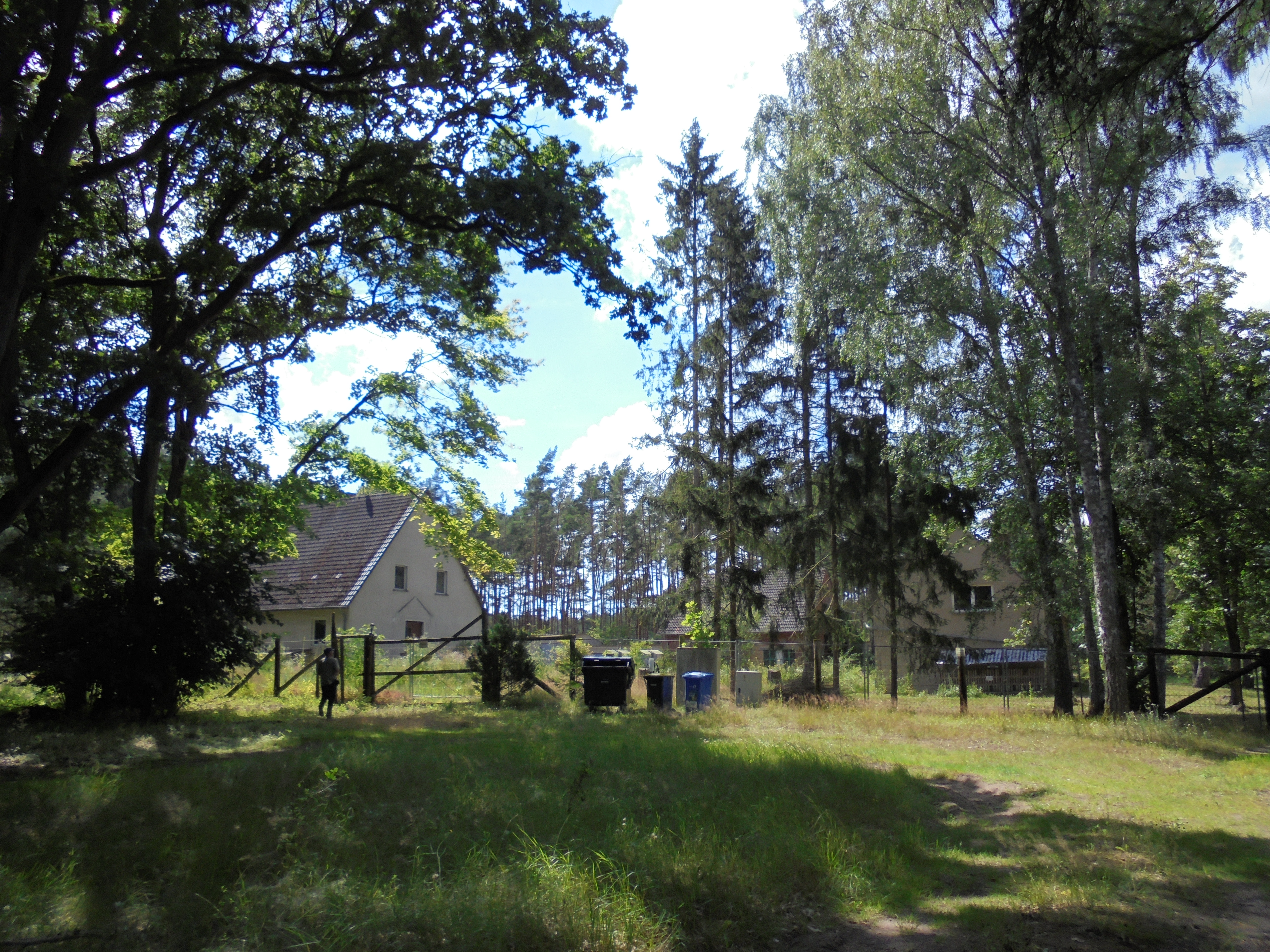
Ehemalige Försterei Rehluch (vormals auch Teerofen), heute namenlos auf den Karten

## Geschichte
Die Geschichte des Wohnplatzes ist unklar, denn der Name Rehluch wurde vom ursprünglich so genannten, aus einem Teerofen entstandenen Wohnplatz zu einem 1,3 km weiter südöstlich gelegenen, deutlich nach 1930 angelegten Wohnplatz übertragen.

### Der Teerofen
1742 wird der Teerbrenner Andreas Richter vom Rehluch im Schönebeckschen Revier erstmals urkundlich erwähnt. Dies setzt die Existenz des Teerofens voraus. 1756 betrieb Johann Georg Pech den Teerofen im Rehluch. 1768 wurden die Teeröfen bei der Lottsche, zu Lotzien und im Rehluch an ein Konsortium der vier Teerschwelern, namens Eichholz, Pech, Bayer und Haberland verpachtet. In der Schmettaukarte von 1767/87 ist die Lokalität ohne Eigenbezeichnung eingetragen, lediglich der Teerofen ist als T.O. markiert. Nordwestlich des Teerofens ist ein kleines Luch als Pech L (= Pechluch) eingezeichnet. Der Teerofen stand unter der Jurisdiktion und Verwaltung des Amtes Liebenwalde.
Von 1794 liegt ein weiterer Pachtvertrag (bis 1817) vor. Die Pächter werden im Regest namentlich nicht genannt. Der/Ein Pächter Petrich beantragte 1800 die Überlassung eines kleinen, an seinen Acker grenzendes Luch, wohl das schon oben genannte Pechluch. Bratring beschreibt den Wohnplatz als: Theerofen bei Groß-Schönebeck, nebst einem Einlieger mit einer Feuerstelle und elf Einwohnern. 1816 war der Teerofen noch voll in Betrieb. Die Siedlung hatte damals 22 Einwohner.

### Das Forsthaus Rehluch
Schon vor 1830 wurde das (oder ein) Wohngebäude des Teerofens (auch) als Unterförsterei genutzt. Damals (1830) wurde der Unterförster Kreutzfeld zu Rehluch in die Försterei Tremmersee versetzt. Das Urmesstischblatt 3046 Zehdenick von 1825 verzeichnet den Wohnplatz aber noch als Teerofen. Die zunächst Unterförsterei genannte Niederlassung war der Oberförsterei Groß Schönebeck untergeordnet. 1834 kaufte der Forstfiskus die Gebäude beim ehemaligen Teerofen Rehluch vom Teerschweler Friedrich Büring. 1840 bezeichnet nun die Topographisch-statistische Uebersicht des Regierungs-Bezirks Potsdam und der Stadt Berlin von August von Sellentin Rehluch als Forsthaus mit einem Wohngebäude und sieben Einwohnern. Der Schutzbezirk Rehluch wurde aber bis 1850 nur mit einem Forstaufseher besetzt; erst 1850 wurde die Stelle zur Försterstelle aufgewertet. 1858 bestand das Gehöft aus einem Wohnhaus und einem Wirtschaftsgebäude; vier Personen lebten im Gehöft. 1871 lebten in dem einen Wohnhaus von Rehluch sieben Personen. 1885 und 1895 wohnten in Rehluch fünf Personen. Auch 1925 lebten hier fünf Personen.

### Der heutige Wohnplatz Rehluch
Die Siedlung wurde erst nach 1930 angelegt, wahrscheinlich erst nach dem Zweiten Weltkrieg. Die topographische Karte 1:25.000 Groß Schönebeck von 1934 (letzte Nachträge) mit redaktionellen Änderungen von 1954 zeigt diesen Wohnplatz noch nicht. 1969 erscheint die Bezeichnung Forsthaus Alt-Rehluch für den ursprünglichen Wohnplatz dieses Namens, was impliziert, dass es zu diesem Zeitpunkt den jetzigen Wohnplatz namens Rehluch gab.

### Kommunale Zugehörigkeit
Der Teerofen wurde um 1740 auf dem Amtsgebiet des Amtes Liebenwalde im Niederbarnimschen Kreis aufgebaut. Mit Einführung der Gutsbezirke um 1850 wurde das Forsthaus Rehluch einschließlich seinem Schutzbezirk dem Gutsbezirk Forstrevier Groß-Schönebeck zugeordnet. 1872 wurde das Amt Liebenwalde aufgelöst, und dessen hoheitliche Aufgaben wurden dem Kreis und den neu gegründeten Amtsbezirken übertragen. Der Gutsbezirk Groß Schönebeck bildete nun den Amtsbezirk 50 Großschönebeck Forst im Kreis Niederbarnim. Diesem Amtsbezirk waren aber noch der Gemeindebezirk Schluft mit dem Gut Uhlenhof und dem Vorwerk Karpfenteich zugewiesen worden. Amtsvorsteher wurde der damalige Oberförster Adolf Witte in der Oberförsterei Groß Schönebeck, sein Stellvertreter der Premier-Lieutenant Bernhard Zielke in Uhlenhof.

### Kirchliche Zugehörigkeit
Von 1775 bis 1800 gingen die Bewohner nach Groß Schöneberg zur Kirche. Von 1817 bis 1900 waren die Bewohner von Rehluch dagegen nach Liebenthal eingekircht.

## Liste der Förster
- bis Juni/Juli 1830 Unterförster Kreutzfeld, wurde in die Försterei Trämmersee (Oberförsterei Groß Schönebeck)versetzt[9] bis 31. Dezember 1847 (Pensionierung) in der Försterei Gühlen-Glienicke (Oberförsterei Neuglienicke)[21]
- ab Juli/August 1830 Peschlow, vorher Forstaufseher in Mützdorf (Oberförsterei Dippmannsdorf-Klepzig)[9]
- bis Mai 1849 Förster Sannberg († Mai 1849)[22] war vorher in der Försterei Grüneberg und davor in der Försterei Groß Schönebeck (jeweils Oberförsterei Groß Schönebeck)
- ab 16. Mai 1849 bis (1871) Förster Friedrich Wilhelm Zimmermann (* 6. April 1806 in Mittenwalde)[23] bisher Jäger und Hilfsaufseher, zunächst interimistisch angestellt,[22] wurde 1850 zum Förster ernannt[12]
- ab 1. Juli 1871 bis (1887) Förster Julius Johann Karl Bade/Baade († 3. Januar 1887 in Horst(?), Kr. Prenzlau), vorher Jäger, gleichzeitig zum Förster ernannt[24] erhielt 1876 das Sächsische Albrechtskreuz und 1877 die Erlaubnis zur Anlegung fremder Orden (d. h. des Sächsischen Albrechtskreuzes)[25]
- ab 1. Mai 1887 bis (1893) Förster Bruno Mussog/Mußog (* 12. Januar 1851 in Lauskowe, Kr. Militsch), bisher Jäger und Forstaufseher zu Rehluch, wurde zum Amtsantritt zum Förster befördert[26] wurde in die Försterei Doringsbrück (Oberförsterei Rüthnick) versetzt
- ab 1. Mai 1893 bis (1906) Förster Karl Wilhelm Eduard Reich (* 20. Januar 1854 in Berlin), Diensteintritt: 1. Mai 1893[27] vorher Jäger und Forstaufseher in Kirstenhof in der Oberförsterei Dippmannsdorf, wurde mit Amtsantritt zum Förster ernannt,[28] 1906 in der Försterei Doringsbrück (Oberförsterei Rüthnick), er erhielt 1904 das Kreuz zum Allgemeinen Ehrenzeichen[29][30] zuletzt Hegemeister in der Oberförsterei Groß Schönebeck, trat 1914 in den Ruhestand und erhielt das Verdienstkreuz in Gold[31]
- ab 1. Juli 1914 bis (1934 Pensionierung) Förster Max Friedrich, war zuvor in der Försterei Spring (Oberförsterei Grimnitz)[32][33]
- ab 1934 Walter Krieg Revierförster[33]